# Tamoil

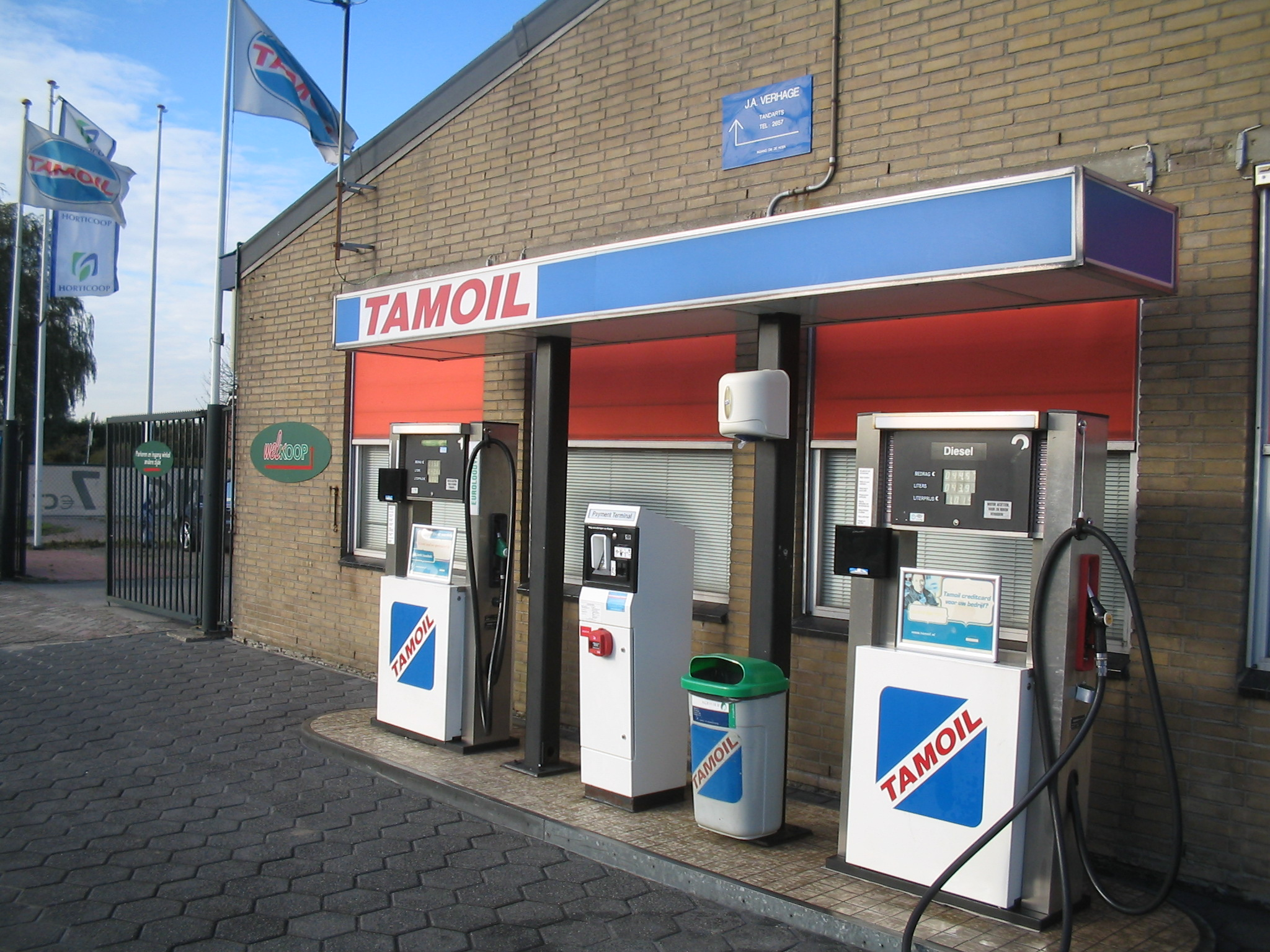
Tamoil

Tamoil is een oliemaatschappij met een keten van tankstations in Italië, Zwitserland, Duitsland, Spanje en Nederland. Tamoil heeft in Europa ongeveer 3.000 tankstations. Tamoil is sinds 1986 actief op de Nederlandse markt. De Tamoil Groep, die is aangekocht door de Libische staat in de late jaren 1980, is betrokken bij de levering, handel, raffinage en verkoop van aardolieproducten.
In Nederland heeft het merk ongeveer 170 stations (2014), waarvan een groot deel onbemand, waardoor de prijzen lager liggen dan de adviesprijzen van de grote maatschappijen.
In 2011 rees het vermoeden dat de Libische dictator Muammar Khadaffi miljarden euro's in Nederland had ondergebracht via het staatsoliebedrijf Tamoil, dat onder meer in Ridderkerk een vestiging heeft. Vanuit Ridderkerk, via dochters in verschillende Europese landen, exploiteert Oilinvest ruim 3.000 Tamoil-benzinestations en voorts een aantal raffinaderijen. Oilinvest is een van de grootste van oorsprong Libische bedrijven in Europa.
Agip (Eni) · Aral · Argos Oil · AVIA · BP · Esso · Gulf Oil · IQ-Diskont · JET · LUKoil · MOL · OCTA+ · OK Nederland · OMV · Orlen · Q8 · Repsol · Shell · Statoil · Tamoil · Texaco · Total

Onbemande tankstations in België en Nederland: AVIA Xpress · amiGo · DATS 24 · Esso Express · Firezone · OK Express · Q8 Easy · Shell Express · Tamoil Express · Tango · Tinq · Total Express